# Hôtel Lafont
L'hôtel Lafont (également connu comme hôtel de Breteuil, hôtel Dangeau, hôtel de Missan ou hôtel de Sainson) est un hôtel particulier situé sur la place des Vosges à Paris, en France.

## Localisation
L'hôtel Lafont est situé dans le 4e arrondissement de Paris, au 12 place des Vosges. Il se trouve sur le côté est de la place, entre les hôtels de Châtillon et de Ribault.

## Historique
L'hôtel date du début du XVIIe siècle.
L'édifice est classé au titre des monuments historiques en 1954.